# Église de la Descente-du-Saint-Esprit-sur-les-Apôtres d'Obrenovac
Pour les articles homonymes, voir Église du Saint-Esprit.
L'église de la Descente-du-Saint-Esprit-sur-les-Apôtres d'Obrenovac (en serbe cyrillique : Црква Силаска Светог Духа на апостоле у Обреновцу ; en serbe latin : Crkva Silaska Svetog Duha na apostole u Obrenovcu) est une église orthodoxe serbe située à Obrenovac et sur le territoire de la ville de Belgrade en Serbie. Elle est inscrite sur la liste des monuments culturels protégés de la république de Serbie (no SK 130) et sur la liste des biens culturels de la ville de Belgrade.

## Présentation

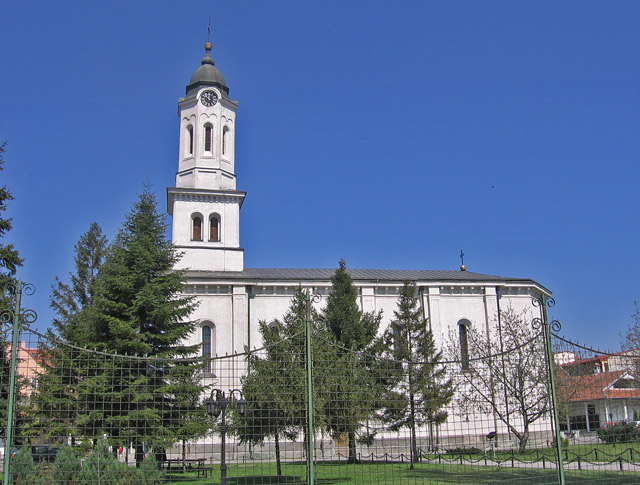
Autre vue de l'église.

L'église, construite en 1870, est constituée d'une nef unique prolongée par une abside demi-circulaire et précédée par un narthex. Au-dessus du narthex s'élève un clocher reposant sur un socle cubique et doté de nombreuses ouvertures. Par son style, elle est caractéristique du « romantisme » et de l'éclectisme de l'architecture serbe des années 1870 : elle mêle des éléments serbo-byzantins empruntés au Moyen Âge à des éléments de style baroque et, dans une moindre mesure, de style classique.
À l'intérieur, elle abrite des biens mobiliers du XIXe siècle, dont des icônes et des livres liturgiques.

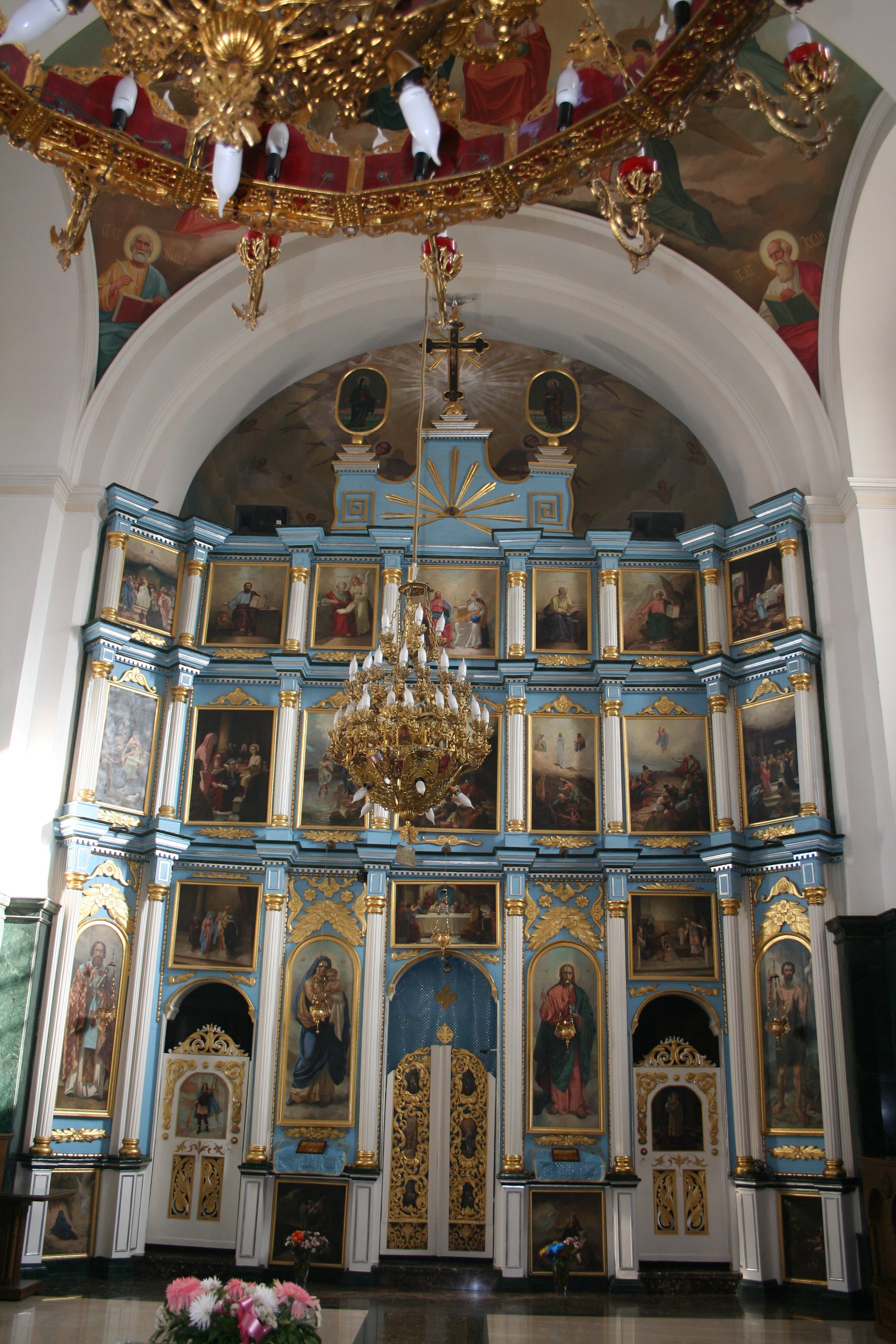
L'iconostase de l'église.